# Ecuador TV
Ecuador TV és el canal de televisió pública de l'Equador, en antena des del 26 d'octubre de 2007 gràcies a una inversió de 5 milions de dòlars del Banc de Desenvolupament Social i Econòmic de Veneçuela (BANDES).
El canal va ser establert al mateix temps que la instal·lació de l'Assemblea Constituent perquè les sessions poguessin ser transmeses en viu a nivell nacional. El canal és propietat del govern equatorià i l'opera la Televisió i Ràdio de l'Equador a les ciutats de Quito i Guayaquil.
Ecuador TV va ser el primer canal de televisió pública al país i és resultat d'una promesa de campanya realitzada per Rafael Correa durant la campanya electoral prèvia a la seva elecció de 2006.
El canal ha estat acusat de ser un instrument de propaganda de l'anomenat socialisme del segle XXI i dels règims d'esquerra llatinoamericans, principalment Cuba i Veneçuela, en estar finançat per Telesur.

## Història
El canal va sortir com a senyal de prova el 29 de novembre de 2007 per l'inici de la Assemblea Constituent des de Ciutat Alfaro, a Montecristi, província de Manabí. Va començar la seva programació al matí amb una entrevista a l'aleshores president Rafael Correa i, després, va seguir amb la inauguració de l'Assemblea Constituent. Per falta de temps, Ecuador TV va haver de transmetre des d'una unitat mòbil contractada.
El canal va ser llançat oficialment l'1 de abril de 2008 a les 05:27 amb l'Himne Nacional de l'Equador interpretat per l'Orquestra Simfònica Nacional de l'Equador, sota la direcció d'Álvaro Manzano.

## Programació
El canal transmet continguts de productors independents nacionals i estrangers, com ara documentals de Discovery Channel, TVE, BBC, DW, NHK, KBS, CGTN, RAI, Veu d'Amèrica, Señal Colombia, Canal Institucional, ViVe i Telesur.

## Crítiques i controvèrsies
El canal ha generat diverses crítiques dels opositors a Rafael Correa i al seu govern, acusant el canal de ser un instrument de propaganda del socialisme del segle XXI, perquè la font dels fons per a la seva creació i el procés d'adquisició d'equips, capacitació de personal i adequació dels estudis es va realitzar a través del canal multiestatal Telesur que, a la vegada, també és considerat com a eina de propaganda dels països que el financen, particularment Cuba i Veneçuela. El Govern veneçolà es va defensar assenyalant que l'ajuda va ser «una contribució desinteressada de Veneçuela, com a part de la política de cooperació internacional a la regió que impulsa el govern de l'expresident Hugo Chávez».